# Fahrettin Koca
Fahrettin Koca, född 2 januari 1965 i Ömeranlı i Turkiet, är en turkisk läkare och politiker. Sedan juli 2018 är han Turkiets hälsominister.

## Biografi & karriär
Koca föddes i kurdiska byn Ömeranlı, som är belägen i Kulu, i provinsen Konya. Han avslutade grundskolan i Konya och fortsatte gymnasiestudierna i Bursa. Koca studerade medicin vid Istanbuls universitet och blev utexaminerad 1988. Han är pediatriker och avslutade sin specialistutbildning 1995.
Koca var ordförande för Turkiets utbildnings-, hälso- och forskningsstiftelse (TESA) som 2009 bildade en styrelse för Istanbul Medipol universitet, där Koca också var ordförande.
Den 10 juli 2018 utnämndes Koca av president Erdoğan till kabinettet Erdoğan IV som minister för hälsoministeriet.